# Допуск розташування

Позначення відхилень взаємного розташування

До́пуск розташува́ння (англ. Tolerance of position) — границя, що обмежує допустиме значення відхилення розташування поверхонь деталей

## Основні визначення
Відхиленням розташування поверхонь називається відхиленням реального розташування окремого елемента від його номінального розташування. Під номінальним мається на увазі розташування, що визначається номінальними лінійними і кутовими розмірами.
Для оцінки точності розташування зазвичай призначають бази.
База — елемент деталі (або поєднання елементів), по відношенню до якого задається допуск розташування окремого елемента, а також визначається відповідний відхил. Базу позначають зачорненим трикутником, котрий з'єднують з рамкою допуску, або базу позначають буквою і з'єднують з трикутником
Поле допуску розташування — зона в просторі чи заданій площині, усередині якої повинен міститися прилеглий елемент або вісь, центр, площина симетрії в межах нормованої ділянки, ширина або діаметр якої визначаються значенням допуску, а розташування відносно баз — номінальним розташуванням розглядуваного елемента.

## Причини виникнення відхилення форми
Основними причинами, що викликають відхилення форми і розташування поверхонь деталей при механічній обробці є:
- неточності і деформації вузлів і деталей металорізальних верстатів, інструментів і пристроїв, а також деформації самої деталі, що обробляється;
- нерівномірність припуску на оброблюваній поверхні деталі;
- неоднорідність хімічного складу і характеристик міцності в різних перерізах деталі;

## Види допусків розташування
Відхилення розташування поверхонь виявляються як незалежно одне від одного, так і спільно. У зв'язку з цим запроваджені поняття незалежного і залежного допуску розташування. Поняття залежного допуску розташування може бути застосоване тільки до валів і отворів. 
Залежним називається допуск  розташування, що зазначається на кресленнях чи в інших технічних документах у вигляді значення, яке допускається перевищувати на величину, що залежить від відхилення дійсного розміру розглядуваного елемента і (чи) бази від границі максимуму матеріалу (найбільшого граничного розміру вала або найменшого граничного розміру отвору). Залежні допуски повинні бути або спеціально позначені на кресленнях або вказані в технічних вимогах. При відсутності спеціальних позначень або вказівок допуски приймаються як незалежні.
Незалежним називається допуск розташування, числове значення якого є постійним для всієї сукупності деталей та не залежить від дійсного розміру розглядуваного елемента і (чи) бази.

## Види відхилень взаємного розташування
Відхилення взаємного розташування поверхонь найчастіше оцінюють такими параметрами, як відхилення від перпендикулярності, паралельності, співвісності, торцеве биття, радіальне биття тощо. 
Символи позначення допуску відхилення взаємного розташування поверхонь (ДСТУ ГОСТ 2.308:2013, ГОСТ 24642-81; ДСТУ ISO 7083:2009 та ISO 1101:2004(E)):

Допуск паралельності
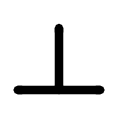
Допуск перпендикулярності
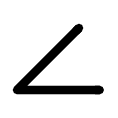
Допуск ухилу
Позиційний допуск
Допуск співвісності
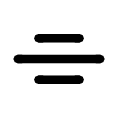
Допуск симетричності
Допуск радіального биття, торцевого биття або биття у заданому напрямку
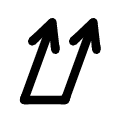
Допуск повного радіального або повного торцевого биття

При позначенні на кресленні застосовують рамку, у першу клітинку якої заносять символ позначення відхилення форми, в другій — його максимально допустиму величину у міліметрах а в третій бази, відносно яких нормується показник.